# Etruria
Etruria (gr. Τυρρηνία Tyrrhenia, łac. Etruria lub Tuscia, od czego pochodzi wł. Toscana) to kraina historyczna w starożytnej Italii, znajdująca się w środkowej części Półwyspu Apenińskiego nad Morzem Tyrreńskim, pokrywająca się ze współczesną Toskanią i północnym Lacjum. Kraina ta otoczona jest na północy i północnym wschodzie łańcuchem Apeninów, na południu i wschodzie Tybrem. Główna rzeka Arnus (Arno). Kraj na ogół górzysty, na południu zaś ślady pochodzenia wulkanicznego. Liczne jeziora: Trazymeńskie, Sabatyńskie i in. wypełniają wygasłe i zapadłe kratery. Wybrzeże morskie posiadało w starożytności gęste zaludnienie i uprawne grunta. Apeniny zapewniały budulec na mieszkania i okręty. Wyspa Ilva, dzisiejsza Elba, dostarczała żelaza; w Etrurii znajdowano również miedź i ołów. W wielu miejscach pozostały potężne ruiny murów, świadczące o rozległości ówczesnych miast. Od około 1000 p.n.e. Etruria była zamieszkana przez Etrusków. Od III w. p.n.e. pod panowaniem Rzymian.

## Główne miasta

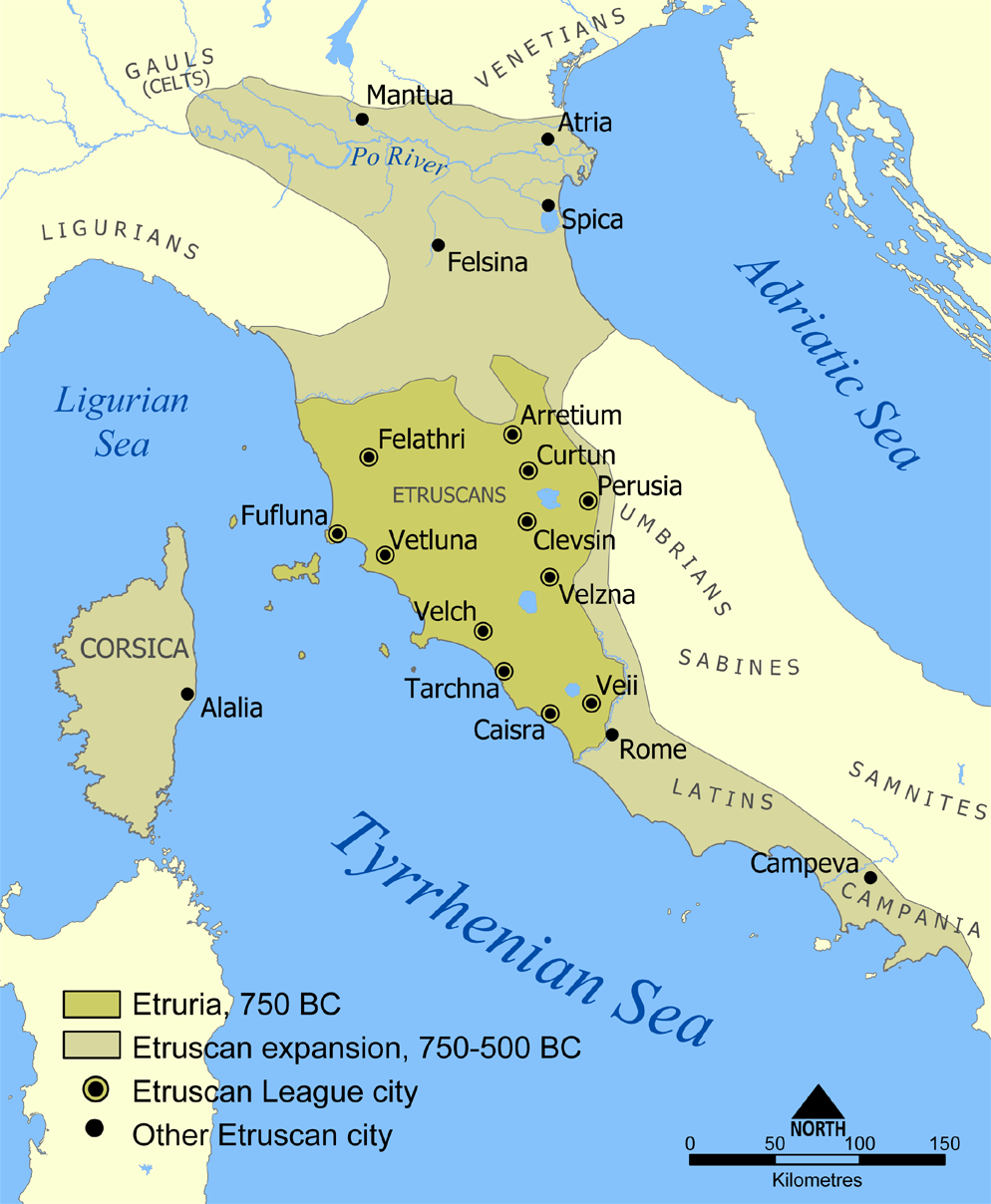
Etruria

- Arretium – (Arezzo)
- Caere – (Cerveteri)
- Clusium – (Chiusi)
- Cortona
- Perusia – (Perugia)
- Pisae – (Piza)
- Populonia
- Rusellae
- Tarquinii – (Tarkwinia)
- Veii – (Weje)
- Vetulonia
- Volsinii – (Bolsena)
- Volterrae – (Volterra)
- Vulci – (Wulczi).